# 伏龍芝站 (莫斯科地鐵)
伏龍芝站（羅馬化：Frunzenskaya）是莫斯科地鐵索科利尼基線的一個車站。伏龍芝站開通於1957年5月1日，是索科利尼基線延長工程的一部分。索科利尼基線的深度非常深，達地下42米。2016年1月2日開始，由於進行裝修工程，伏龍芝站將關閉14個月。